# Echinus anchistus
Echinus anchistus is een zee-egel uit de familie Echinidae.
De wetenschappelijke naam van de soort werd in 1912 gepubliceerd door Hubert Lyman Clark.